# Parlatoria rutherfordi
Parlatoria rutherfordi är en insektsart som beskrevs av Green 1922. Parlatoria rutherfordi ingår i släktet Parlatoria och familjen pansarsköldlöss.
Artens utbredningsområde är Sri Lanka. Inga underarter finns listade i Catalogue of Life.